# 모용위
연 유황제 모용 위(燕 幽皇帝 慕容暐, 350년 ~ 384년, 재위 : 360년 ~ 370년)는 중국 오호십육국 시대 전연의 제3대 황제이자 마지막 황제로, 자는 경무(景茂)이며, 창려군 극성현(棘城縣) 사람이다.

## 생애
모용위는 모용준의 셋째 아들로 350년에 태어났다. 형인 모용엽(慕容曄)이 죽었기 때문에 357년에 황태자에 책봉되었다. 360년에 모용준이 죽자 황제에 즉위하였다. 모용위가 어렸기 때문에 국정은 모용준의 동생인 모용각이 이끌었는데, 모용각은 선정을 베풀어 전연의 전성기를 이끌었다. 362년에 동진의 낙양을 공격하여 365년에 함락시키고 하남 일대를 점령하였다. 366년에 모용각이 죽자 모용평이 다시 국정을 맡았다. 모용평은 부패하여 뇌물을 받고 국정을 농단하여 전연의 국력은 쇠약해졌다.
369년에 동진의 환온이 북벌군을 일으켜 전연을 공격하여 수도 근방까지 진격하였다. 이에 모용평은 전진에 구원군을 요청하는 한편 모용수를 보내 북벌군을 공격하여 격퇴하였다. 북벌군을 격파한 모용수의 권위가 높아지자 이를 두려워한 모용평은 태후 가족혼(可足渾)씨와 함께 모용수를 암살하려 모의하였다. 이 사실을 알게 된 모용수는 전진으로 망명하였다. 한편 전진의 부견은 구원군을 파견한 대가를 지불하지 않은 것을 명분으로 전연을 공격하였다. 370년에 왕맹이 이끄는 전진군은 업을 함락하여 전연을 멸망시켰으며, 모용위는 장안으로 끌려와 신흥후(新興侯)에 봉해졌다.
383년, 비수대전 당시 모용위는 모용수를 따라 운성(鄖城)에 주둔하였는데, 부견이 패배하자 도망쳐 장안으로 돌아왔다. 384년에 부견의 암살을 모의하였다고 하여 살해당했고 400년에 모용덕이 모용위에게 시호를 올려 유제(幽帝)라고 하였다.

## 가계
- 아내 : 가족혼황후(可足渾皇后)

## 모용위가 등장한 작품
- 《근초고왕》, (KBS, 2010년~2011년, 배우 : 안홍진)

## 참고 문헌
- 《진서(晉書)》
- 《자치통감(資治通鑑)》

| 전임 아버지 경소제 모용준 | 제3대 전연의 황제 360년 ~ 370년 | 후임 (14년 후) (서연) 동생 제북왕 모용홍 (후연) 숙부 성무제 모용수 |